# Wajir (stad)
Wajir is de hoofdstad van het district Wajir in de Keniaanse provincie Kaskazini-Mashariki. Er wonen 32.207 mensen (peildatum 1999). Wajir ligt in een gebied dat bekendstaat om zijn droogte. In het voorjaar van 2006 was er sprake van een ernstige hongersnood. 
In 2007 werd een militair vliegveld omgebouwd tot een burgervliegveld.